# Ernesto Madero Farías
José Ernesto Pilar Madero Farías (Parras de la Fuente, Coahuila; 12 de octubre de 1872 - Ciudad de México, 2 de febrero de 1958) fue un empresario y político mexicano. Fue secretario de Hacienda desde 1911 hasta 1913 en los gobiernos de Francisco León de la Barra y Francisco I. Madero.

## Biografía
Nació en Parras de la Fuente, Coahuila, el 12 de octubre de 1872, siendo el mayor de los 11 hijos de don Evaristo Madero Elizondo, gobernador de Coahuila, y de su segunda esposa doña Manuela Farías y Benavides, hija de Juan Francisco Farías. Realizó estudios superiores en la Universidad Johns Hopkins de los Estados Unidos y posteriormente estudió finanzas y minería en París, Francia.[cita requerida]
En Coahuila se dedicó a administrar las empresas de su familia, tanto agrícolas y vitivinícolas, como industriales y mineras; formó parte del primer consejo de administración de la Fundidora de Fierro y Acero de Monterrey, en 1901 organizó y dirigió la Compañía Metalúrgica Torreón y poco después la Compañía Carbonífera de Sabinas, S.A., además fue director del Banco de Nuevo León con sede en Monterrey. En 1912, junto con Agustín Vales Castillo, fundó la Compañía Harinera del Golfo, S.A. que por muchos años fue la principal proveedora de harina en la península de Yucatán.
Perteneció, al igual que Rafael L. Hernández (primo de Francisco I. Madero), al bando de José Yves Limantour; incluso durante las campañas presidenciales para las elecciones de 1910, él y su hermano Evaristo Madero trataron de negociar, extraoficialmente, a nombre de Porfirio Díaz, con el grupo de Francisco I. Madero.[cita requerida]
Fue nombrado Secretario de Hacienda durante la administración de Francisco León de la Barra (26 de mayo al 6 de noviembre de 1911), y, a pesar de no haber pertenecido al movimiento revolucionario, continuó en el cargo durante la presidencia de Madero hasta el 19 de febrero de 1913, cuando acompañó a su sobrino del Castillo de Chapultepec a Palacio Nacional, el último día de la Decena Trágica, fecha en que se consumó la traición huertista.[cita requerida]
Después de los asesinatos de su sobrino y del vicepresidente José María Pino Suárez, Ernesto Madero huyó a Cuba y posteriormente residió en Nueva York y en San Antonio, Texas. Cabe mencionar que Rafael Zayas Enríquez, en su libro El caso de México y la política del presidente Wilson, acusa a Ernesto Madero de haber dispuesto de fondos con destino nunca justificado cuando ocupaba el cargo de ministro de Hacienda.[cita requerida]
Regresó al país y continuó administrando las empresas de la familia Madero, además fundó una agencia de publicidad. Estuvo casado con Leonor Olivares Tapia, con quien procreó 9 hijos. Ernesto Madero falleció el 2 de febrero de 1958, en la Ciudad de México.[cita requerida]